# Congress (Ohio)
Congress – wieś w USA, w stanie Ohio, w hrabstwie Wayne.
Liczba mieszkańców w 2000 roku wynosiła 192.